# Adrián de Amberes
Adrián de Amberes (Amberes ca. 1510 – Pamplona, 1568). Natural de los Países Bajos, ejerció como tipógrafo en Castilla, y en 1546 es contratado por Miguel de Eguía para regentar la imprenta que ha instado en Estella, su ciudad natal.
A la muerte de su patrón, figura como titular del taller, activo entre 1547 y 1568, en ese año traslada el negocio a Pamplona y al poco tiempo muere. Le sucede al frente del negocio el francés Tomás Porralis de Saboya, casado con su hijastra.
En los 22 años de actividad de Adrián de Amberes ven la luz en su imprenta 36 libros, lo que representa algo más de un tercio de la producción  de las imprentas navarras del siglo XVI.

## Vida y actividad profesional
Sucesor del taller de Miguel de Eguía activo en 1546, es probable que este lo conociera en alguna de las imprentas con las que tuvo tratos o en las ferias a las que asistió asiduamente en el Reino de Castilla, particularmente en Medina del Campo.
Los contactos profesionales de Adrián de Amberes con Castilla generarían los encargos de los libreros Lucas de Cañete, Guillermo de Milis, Diego de Espinosa y Luis Gutiérrez. También mantuvo relaciones comerciales en la capital aragonesa; así, por ejemplo, en 1563 realiza sendos trabajos para los libreros Miguel Suelves, alias “Zapila”, y Francisco Curteti.
Cabe pensar que Miguel de Eguía, al instalar una imprenta en Estella en 1546, llamara para hacerse cargo del taller a un profesional avezado, con larga experiencia, como era Adrián de Amberes, que, a la sazón, tendría unos 35 años. A la muerte del propietario en 1546, al poco tiempo de la puesta en marcha del taller, continuará al frente del mismo, posiblemente como encargado, ya que los hijos del titular no estaban interesados en la gestión del negocio, considerado inadecuado para su elevado rango social. De esta manera acabó siendo propietario del mismo.
Al año siguiente, en 1547, sale la primera obra con su nombre en el pie de imprenta. Se trata del Compendio de toda la filosofía natural, una obra menor, que no llega al medio centenar de páginas en cuarto.
En 1548 aparece el Dictionarium Ael. Antonii Nebrissensis, una publicación solemne, que se abre con un lujoso frontispicio, con 150 páginas en folio. Se había comenzado a imprimir en vida de Miguel de Eguía, ya que en el inventario de sus bienes aparecieron 30 resmas de esta obra; posiblemente, por este motivo, no lleva en el pie de imprenta el nombre de Amberes, que en aquellas fechas, cuando la muerte del patrón era reciente, todavía no había asegurado su presencia al frente del taller.
El inicio fue accidentado, pues al poco tiempo de tomar su dirección, en 1548, el taller fue asaltado y, sin duda por este motivo, estuvo cuatro años parado; al menos no se conocen impresos hasta 1453. El asaltante fue Gregorio de Mendico, que “descerrajó y quebrantó” la imprenta, por lo que fue desterrado a Burgos. La agresión no estaría dirigida directamente contra Amberes sino contra los propietarios del negocio, los Eguía, enfrentados con otras familias influyentes de la ciudad.
Coincidiendo con este percance, solicita la vecindad en Estella, que el Regimiento (Ayuntamiento) le concede, con fecha de 17 de diciembre de 1549, entre otros motivos “por el oficio que tiene, por no haber otro en la ciudad”. Jimeno Jurío “deduce” que Amberes regentó “la casa de la imprenta”, propiedad del Regimiento, que “debió contratar los servicios del oficial impresor”. Ambas hipótesis no son ciertas. Es posible que con su nueva situación civil, que le hacía vecino de pleno derecho, su situación personal y laboral se consolidara frente a las desavenencias de la oligarquía de Estella de las que acababa de ser víctima.
En este tiempo, en tanto se restablecía la normalidad y ponía en marcha el taller, viajó a Castilla donde se dedicó a actividades comerciales ajenas al libro. Se tiene noticia de que diez años más tarde, en 1559, vuelve a ese reino, por asuntos de trabajo, lo que explica que entre tanto no se impriman libros en el taller.
Casado con Gracia de Lizarraga, con la que no tuvo hijos y de la que enviudó. Posteriormente, en Medina del Campo, contrajo matrimonio con Graciana Rodríguez; y finalmente, hacia 1450, cuando rondaba los 40 años,  se casó en Estella con Catalina de Urrizola, que aportó 70 ducados de dote: era viuda del sillero García de Lizarraga. En ninguno de sus matrimonios tuvo descendencia y, por este motivo, la hija de Catalina habida en el primer matrimonio, llamada María Périz, pasó a ser la heredera del negocio, una vez que contrajo matrimonio con el oficial del taller, Tomás Porralis de Saboya. María adoptó como segundo apellido el de su padrastro y, por ello, aparece en la documentación como María Périz de Amberes.
En 1597, casi 30 años después de la muerte de su segundo marido, Catalina de Urrizola vivía en Estella y pleiteaba con sus sucesores por motivos económicos.

## Conflictos con la justicia

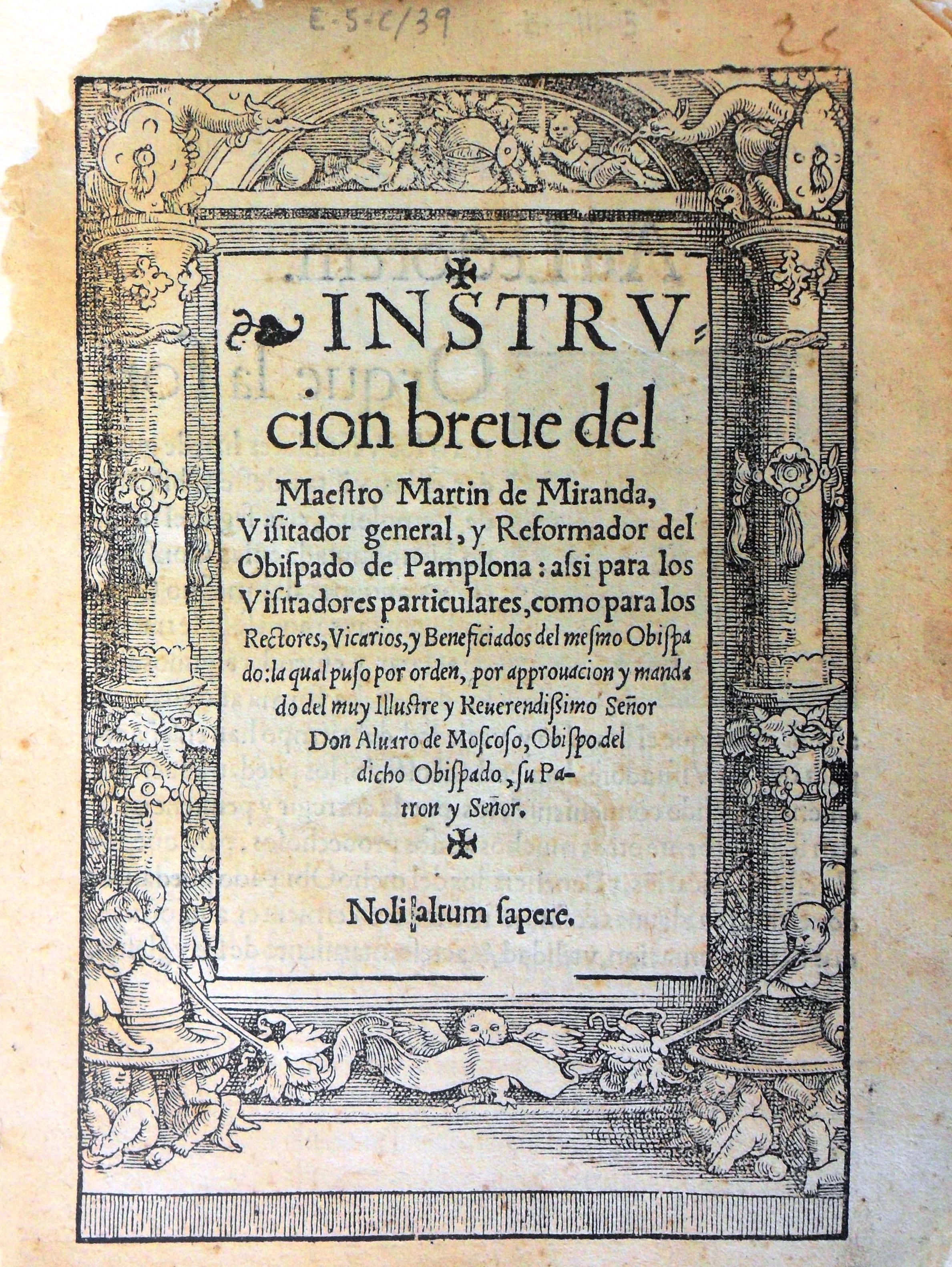
Instrucción breve... del Visitador General del obispado de Pamplona, Martín Miranda. Estella, Adrián de Amberes, 1558. Portada con arquitectura renacentista.

Amberes imprime para el Hospital General de Pamplona unas hojas de petición de limosnas, de las que, en poco tiempo, hace tres tiradas de 12.000 ejemplares cada una. La dudosa legitimidad de las autorizaciones eclesiásticas para solicitar dinero a los fieles y la falta de licencia de impresión del Consejo Real de Navarra conducen a los autores del encargo y al impresor a la cárcel en 1559.
Al poco tiempo imprime para los mercedarios de Pamplona mil carteles anunciando una bula para colaborar en los gastos de construcción del convento, emprendida en 1552, mediante la que se concedía indulgencia plenaria a los que la comprasen. La bula sale sin la preceptiva licencia del Consejo Real de Navarra, que, por este motivo, manda nuevamente a prisión al impresor y acaba dictando sentencia en 1560 mediante la que se ordena:

De aquí en adelante el dicho Adrián de Amberes, impresor, no pueda imprimir, ni imprima, ningún género de libro ni otra escritura alguna de impresión sin permiso de los del nuestro Consejo, so pena de destierro perpetuo de todo este nuestro Reino y perdimiento de todos sus bienes y aparejos en que la tal cosa imprimiere para nuestra Cámara y fisco. Y se condena a las costas de esta causa y, por justos respetos, las demás de las penas, por esta vez, se le remiten, y con esto se le da libertad”.

En 1561 la Inquisición incautó en Medellín unas cartillas de la doctrina cristiana porque el texto latino del credo estaba incompleto. Las tenía a la venta Alonso de Huete, librero de Medina del Campo, quien a su vez las había recibido de Adrián de Amberes. El librero pasó un tiempo en la cárcel de la Inquisición y Amberes, tras las investigaciones realizadas por el tribunal del Santo Oficio de Calahorra, salió libre, sin cargos.

## Colaboradores
Poco se sabe de sus colaboradores, aunque se tiene noticia de que, en 1566, está a su servicio el “impresor” Antonio de San Pedro, oriundo de Castilla, que ya ha cumplido la treintena. También ha colaborado con él Pedro de Borgoña, que compagina el trabajo en librero (encuadernador) con el de soldado del castillo de Estella; sin embargo esta relación se rompe ese mismo año a causa de un conflicto que dilucidan ante los tribunales.
El final de la estancia de Adrián de Amberes en Estella parece marcado por una situación económica precaria a juzgar por los litigios por deudas en los que está inmerso. Así, solo en 1566, acumula pleitos con el boticario estellés Gregorio de Arbeiza, con su empleado Pedro de Borgoña y con el clérigo Sancho de Elso, con el que ha contratado un trabajo de impresión.
En vísperas de su traslado a Pamplona imprime para Pedro Pasquier su Recopilación de Leyes con una tirada de mil ejemplares, que manda encuadernar al mencionado Pedro de Borgoña y Nicolás de Agen, libreros de la misma ciudad.

## Traslado a Pamplona

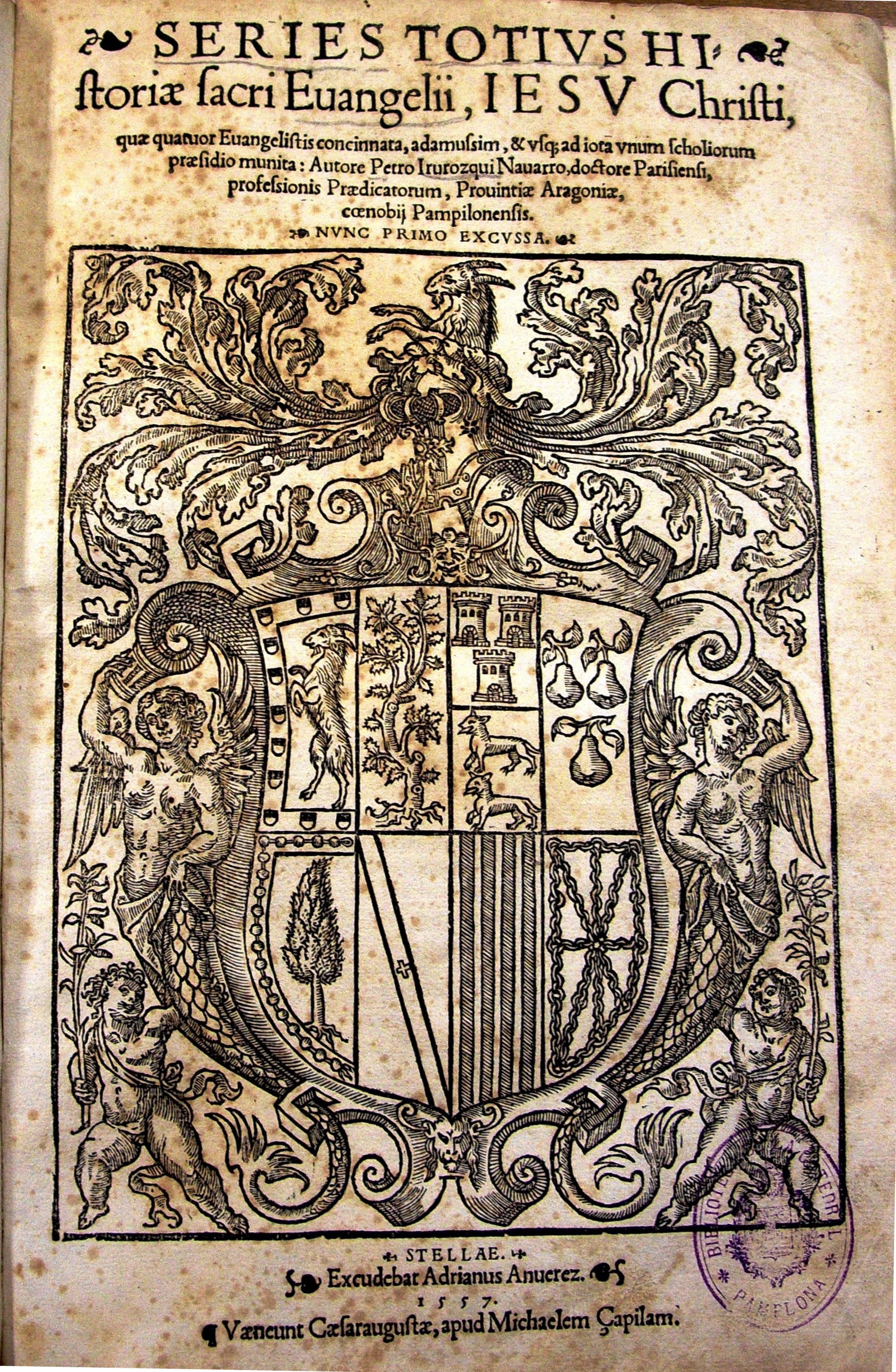
Irurozqui, Series totius... Sacri Evangelii, impreso por Adrián de Amberes, en Estella, en 1557.

Las dificultades para sobrevivir que padecería el negocio de imprenta en una población de segundo orden como Estella y la llamada de las instituciones del Reino de Navarra, instaladas en Pamplona, fundamentarían su decisión de trasladar el taller a la capital navarra en 1568. Especial atractivo tendría la promesa del Consejo Real de Navarra de encargarle la impresión del Fuero Reducido de Navarra, que finalmente, por motivos políticos, no se llevó a cabo.
Sea como fuere, Amberes comenzó el año 1568 trabajando en Estella y lo terminó en Pamplona. Así, en la ciudad del Ega vio la luz el Compendium eruditionis christianae y en la capital navarra salieron un Cuaderno de Leyes y el Manual de la Doctrina Cristiana de fray Diego Jiménez Arias.
Es probable que, en 1568, entre los trabajos en curso estuviera el Catecismo bilingüe español-vascuence de Sancho de Elso y que, al fallecer en ese año Amberes, fuera concluido por su sucesor, Tomás Porralis, ya que en un documento fechado el 22 de marzo de 1568 Elso nombra dos procuradores “para en razón de un libro que tiene comenzado a imprimir de la Doctrina Cristiana, y entienden y tienen cargo de hacer y acabar aquella Tomás Porralis de Saboya y Adrián de Amberes, impresores en la ciudad de Pamplona y en la ciudad de Estella”.
El traslado a la capital del Reino no mejoró sensiblemente la trayectoria del negocio, que estaba encorsetado por la prohibición de exportar libros a Castilla. Para resolver este escollo, presenta a las Cortes del Reino de Navarra, en calidad de vecino de Pamplona e "impresor de libros", un memorial impreso en el que expone que Castilla no permite la importación y venta de libros en romance procedentes de fuera de sus fronteras y, en consecuencia, solicita que se levante esa prohibición, teniendo en cuenta que el Consejo Real le ha pedido que se instale en Pamplona con la promesa de darle el "Fuero [Reducido] para imprimir y no se lo han dado" y atendiendo "que este Reino sea tan pequeño, y la mayor parte de él sea vascongado [que habla la lengua vasca], se vende muy poco de lo que se imprime". Advierte de que si no se le permite vender libros en Castilla, visto que tampoco se le da el trabajo prometido, no podrá "mantener su casa". Las Cortes remitieron la petición al Virrey quien, a su vez, se comprometió a trasladarla al Rey. Pero la solución no era fácil, ya que la exportación de libros era un elemento más, y relativamente insignificante, de la confrontación entre el Reino de Navarra y el de Castilla por las aduanas interiores.
En la capital navarra instaló el taller y la vivienda familiar en la calle Pellejerías, cerca de la parroquia de San Saturnino y de la casa del Regimiento, en un inmueble propiedad de la segunda esposa de Miguel de Eguía, Lucía de Rosas. Lo tomó con una renta anual de 25 ducados, una cantidad respetable

## Impresor oficial de Pamplona y del Reino de Navarra

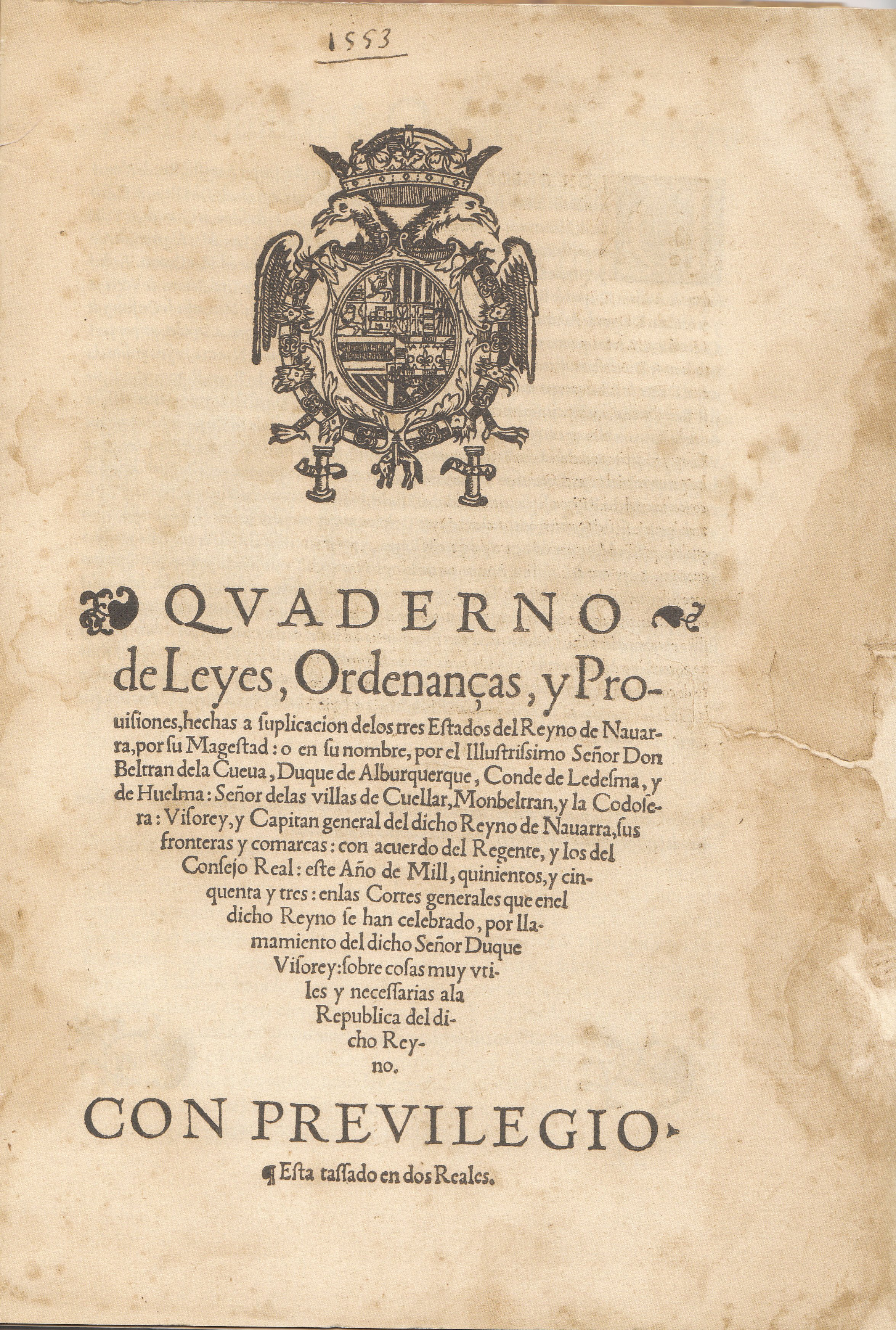
Cuaderno de Leyes... de las Cortes de Navarra de 1553, impreso por Adrián de Amberes en Estella en ese mismo año. Es el primer ejemplar impreso de los Cuadernos de Cortes ya que con anterioridad se habían distribuido manuscritos.

Los poderes públicos enseguida entienden que la imprenta constituye un instrumento eficacísimo para llegar a los administrados y, en el caso de Navarra, así se comprueba, ya que a poco de entrar en funcionamiento el taller de Estella se registran los primeros encargos y, a partir de entonces, se establecerá una relación ininterrumpida.
Entre 1546, cuando comienza a trabajar la imprenta de Miguel de Eguía, y 1553, fecha de la primera edición de los Cuadernos de Leyes, se habían producido cuatro asambleas del Reino, sin que se imprimieran las normas aprobadas en ellas. En 1553, se publican por primera vez los Cuadernos de Leyes, que recogen las normas aprobadas por las Cortes de Navarra de ese año. Estos "Cuadernos" impresos, al multiplicarse los ejemplares, llegan a todas las instituciones sin demora y a un precio mucho más asequible que cuando se recurría a los manuscritos. En lo sucesivo la legislación aprobada por el Reino en sus asambleas será remitida al impresor para que prepare el correspondiente volumen.
Por otra parte, la impresión de las Ordenanzas y Leyes de Visita, recopiladas por los licenciados Pasquier y Balanza a instancias del Consejo Real, se concreta por escrito en 1556 y se detalla el proceso de trabajo, las correcciones, el plazo de entrega y la tirada, fijada en quinientos ejemplares. En esta edición, en el pie de imprenta, Amberes figura con el honorífico título de “Impresor de Su Real Magestad”.
Su llegada a Pamplona es aprovechada por el Regimiento para nombrarlo “Impresor de la ciudad” por diez años y con el sueldo de diez ducados anuales. Enseguida, cuando la responsabilidad de las ediciones legislativas pase de las autoridades castellanas a las Cortes navarras, ostentará el cargo de “Impresor del Reino” con sueldo igual al que percibía del Regimiento.
Adrián de Amberes muere el mismo año de su traslado a Pamplona, en 1568, sin haber cumplido 60. Como se ha adelantado, el negocio pasó a su hijastra, María Périz de Amberes, que, a su vez, lo dejaría en manos de su marido, Tomás Porralis de Saboya, hasta esa fecha asalariado en la imprenta.
Fue enterrado en la parroquia de San Lorenzo. En su tumba, más adelante, recibirán sepultura su hijastra María Périz y su esposo, Tomás Porralis. La precaria situación de estos impresores debió de repercutir también en sus mandas pías, que, a tenor de la documentación conservada, no estipularon especiales dispendios.

## Producción de libros

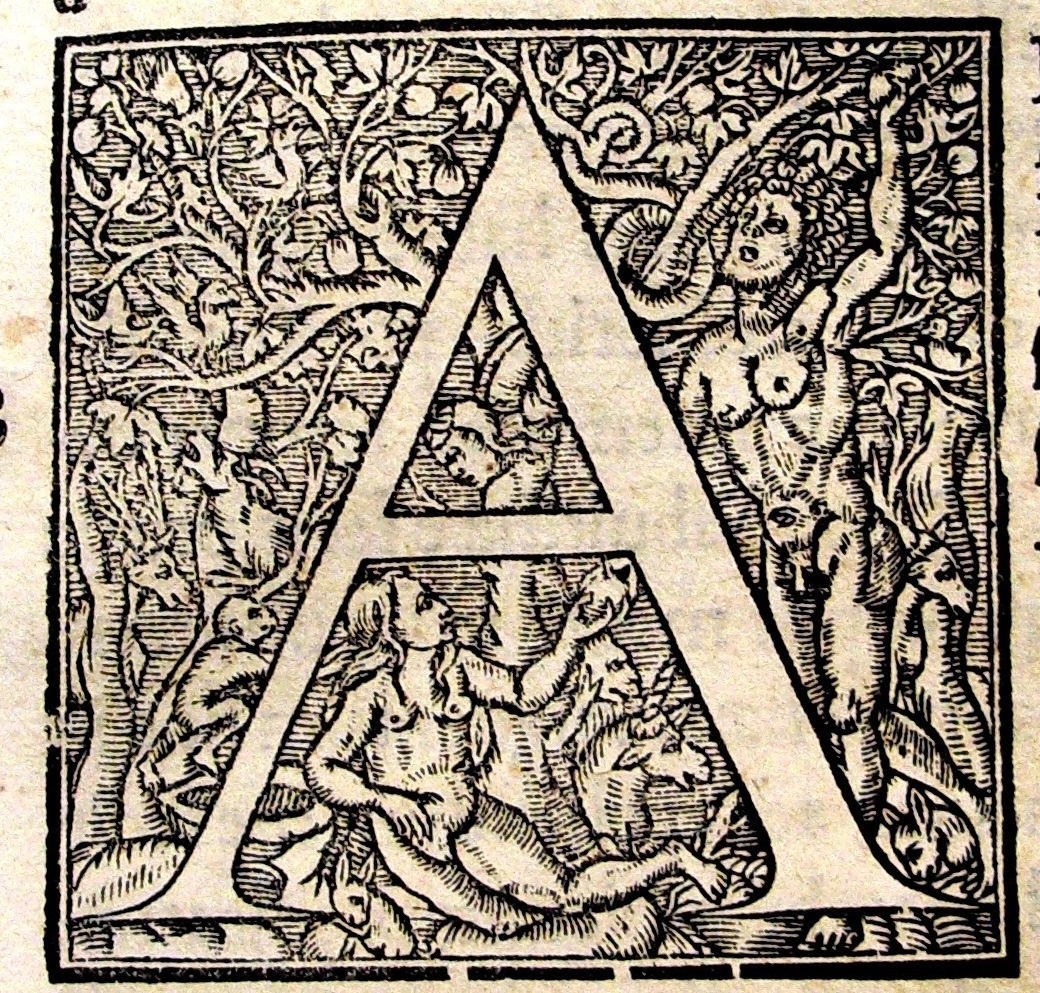
Capitular con la representación de Adán y Eva en el Paraíso, perteneciente a la obra Series totius... Sancti Evangelii, impresa por Amberes en 1557.

La actividad de Adrián de Amberes como titular de su taller va desde 1547 hasta 1568, lo que supone 22 años, periodo en el que saca 36 libros, con una media anual de 1,6, que representan el 36 por ciento de la producción total de Navarra en el XVI.
Los dos primeros años trabaja con normalidad, a razón de dos títulos anuales, pero en 1548 la imprenta es asaltada, según se ha adelantado, y, a causa de los daños sufridos, permanece inactiva durante cuatro años, de 1549 a 1552.
A partir de 1555 la actividad es constante, a excepción de 1559, cuando viaja a Castilla. El ritmo de trabajo viene a ser de dos títulos por año, aunque el máximo se registra en 1564 con cinco.
Por materias, la producción de libros se reparte entre el Derecho, la Religión y la Literatura, siendo insignificante la presencia de las Ciencias y Artes y nula la de obras de Historia. Entre los trece títulos de Derecho predominan las ediciones legislativas institucionales, lo que prueba la importancia de este tipo de encargos para el mantenimiento del negocio. En cuanto a las obras literarias, se ha de reseñar la hegemonía de las de evasión, preferentemente novelas de caballerías.
Del contenido de las publicaciones legislativas y literarias se desprende la supremacía del castellano, que está presente en tres cuartas partes de las mismas, mientras que el resto corresponde al latín. En este sentido, la presencia de ambos idiomas no difiere de la registrada para el conjunto de las ediciones navarras.
| Producción de libros de la imprenta de Adrián de Amberes (1547-1568) |
| -------------------------------------------------------------------- |
|                                                                      |

Prácticamente la mitad de las obras clasificadas pertenece al formato mayor, el folio, lo que se corresponde con la presencia de publicaciones institucionales que habitualmente se imprimen en ese tamaño. Cabe destacar la insignificante presencia de los impresos menores de octavo, en el que se presentan las ediciones populares.
El elevado nivel técnico del taller de Adrián de Amberes se comprueba de manera concluyente en tres cuartas partes de sus impresiones, que han sido calificadas como buenas o excelentes.
En cuanto a la tipografía, la producción de libros del taller de Amberes es un testimonio claro de la evolución desde la letrería gótica, que empleaba, como era habitual en la época, en los libros de caballerías, a la redonda y cursiva, esta última representativa del humanismo.
Utiliza capitulares xilográficas con temas del Antiguo Testamento, cuyos personajes están vestidos a la usanza renacentista. Las letras son de gran formato, sin ornamentar, y el fondo historiado está dibujado, sin masa de tinta, a línea. Un juego prácticamente igual había utilizado Juan de Brocar en Alcalá de Henares. Estos tacos se usarán en Navarra a lo largo de la centuria, primero, en el taller de su yerno, Tomás Porralis, y después en el de Matías Mares.

## Galería de imágenes

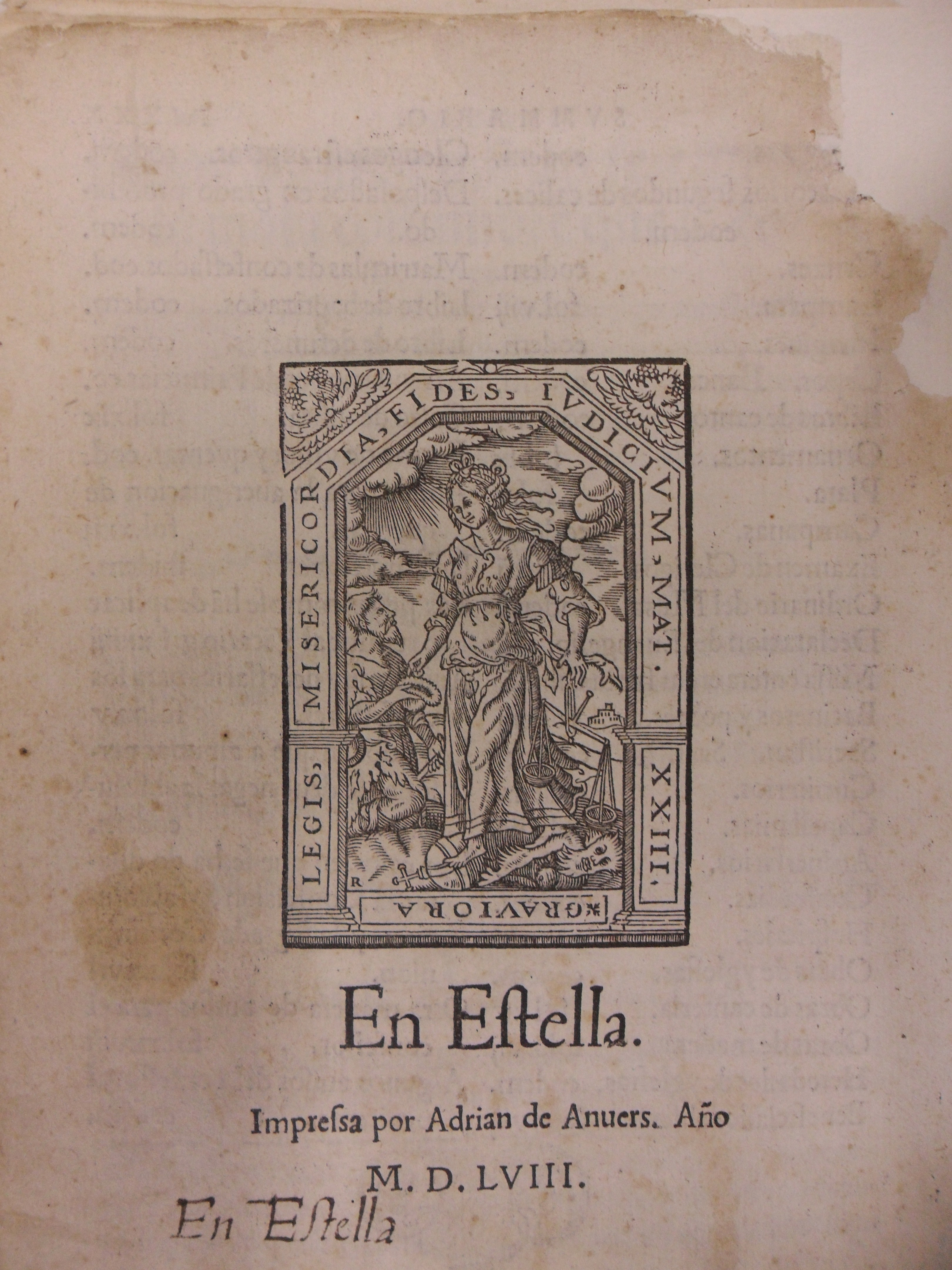
Marca de impresor empleada por Adrián de Amberes
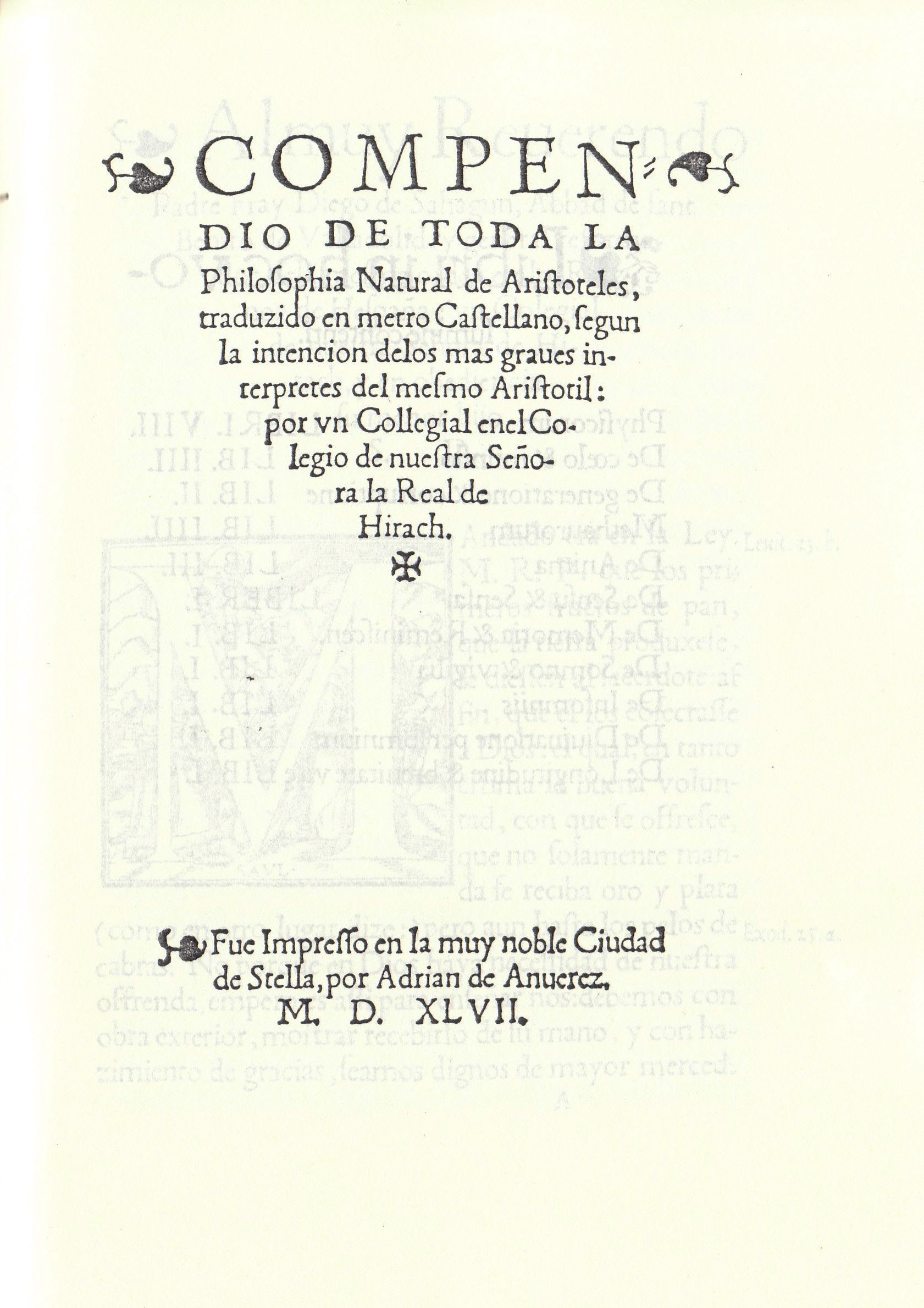
Compendio de toda la Filosofía Natural de Aristóteles (1557)
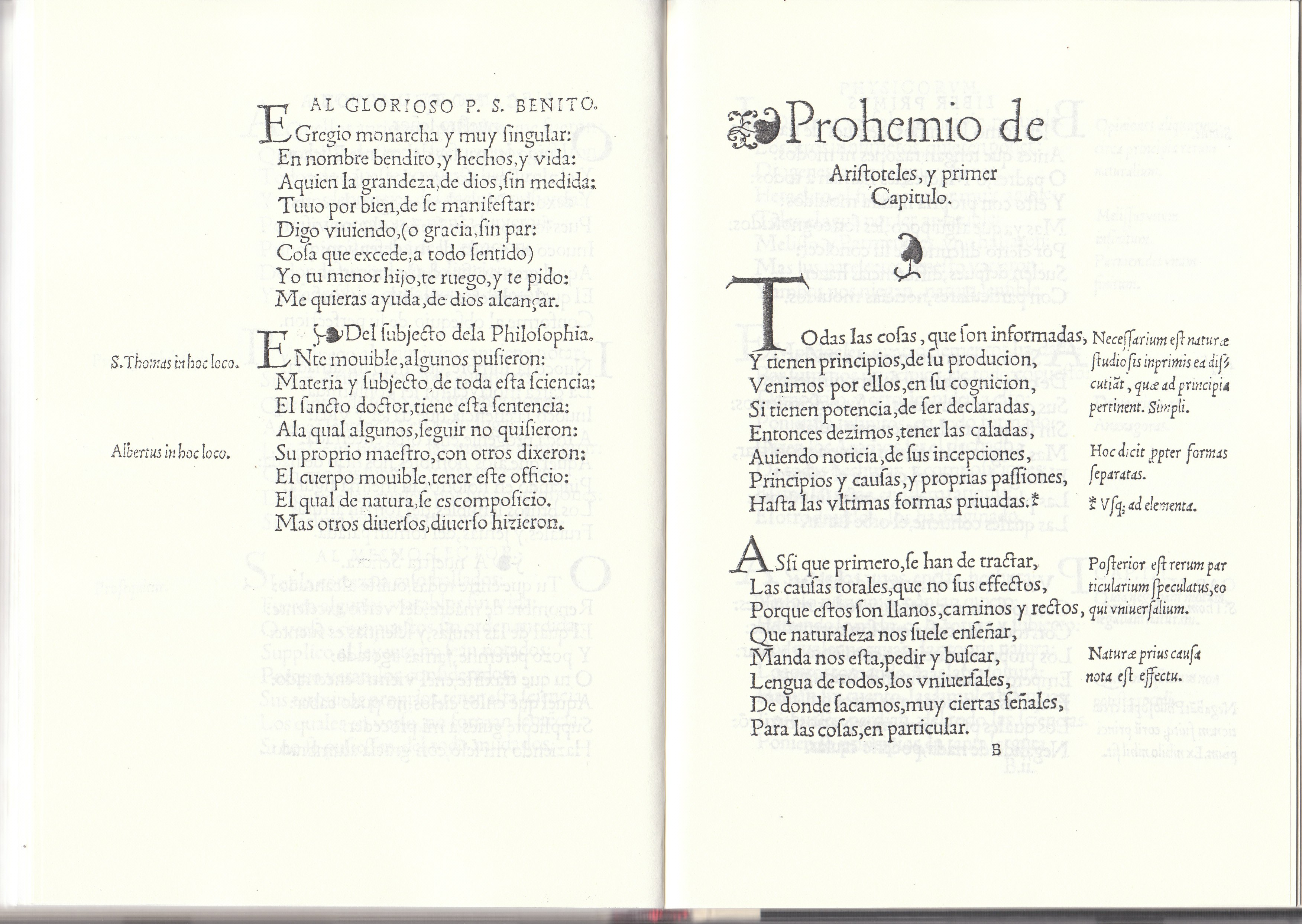
Tipografía renacentista en el Compendio de Aristóteles (1557): letras redondas, cursivas y viñetas
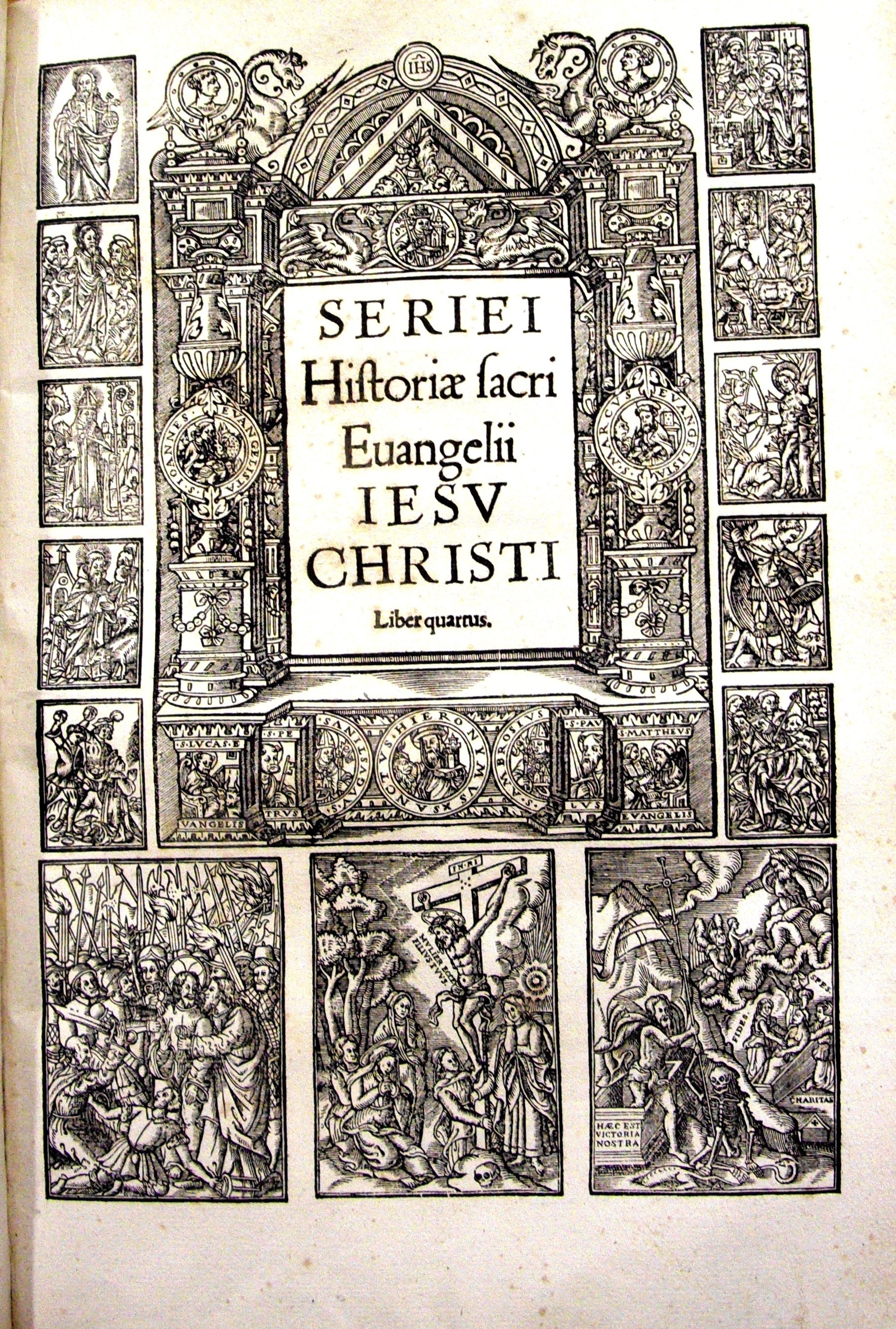
Series totius (1557), frontispicio de principio de libro compuesto con tacos xilográficos
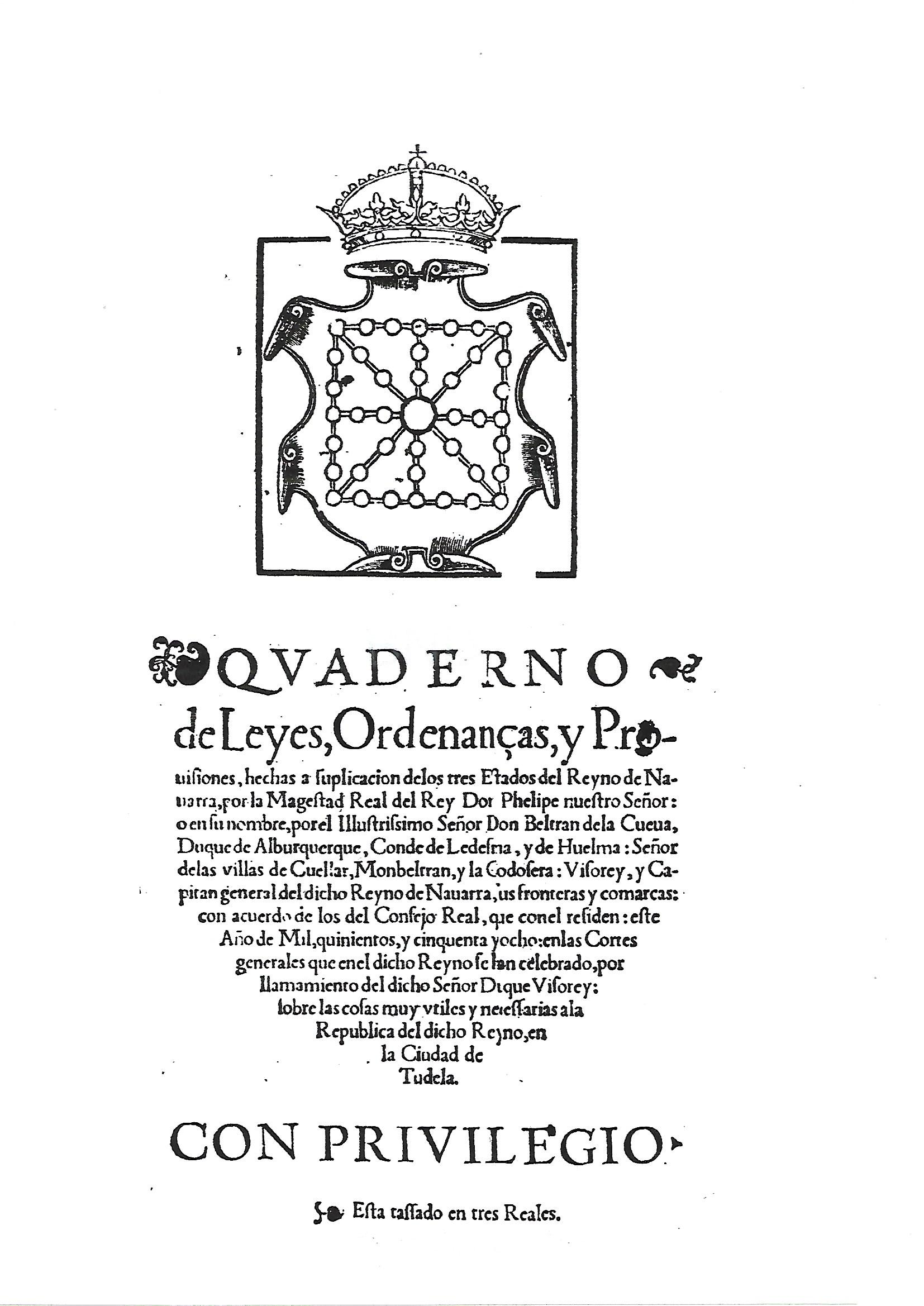
Quaderno de leyes promulgadas por las Cortes de Navarra celebradas en 1558 en Tudela
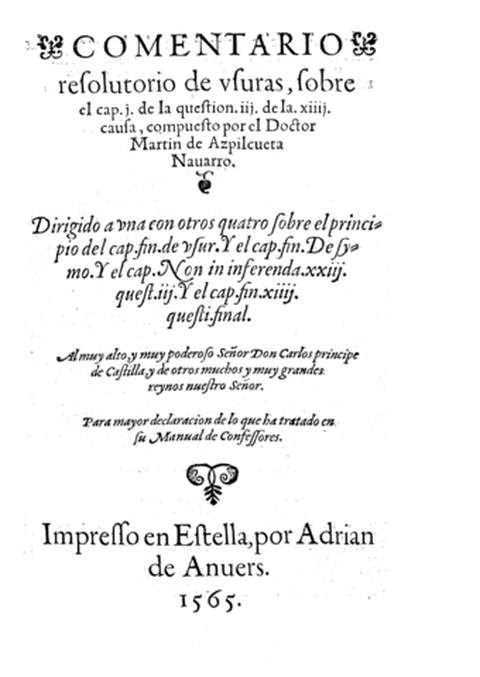
Comentario de usuras de Martín de Azpilcueta impreso en 1565